# Premiere (The O.C.)
«Premiere» (también conocido como «Pilot») es el primer episodio de la serie de televisión The O.C., que se estrenó en Fox el 5 de agosto de 2003. Escrito por el creador de la serie Josh Schwartz y dirigido por el ejecutivo productor Doug Liman, el episodio describe la introducción del adolescente Ryan Atwood (Benjamin McKenzie) en el estilo de vida adinerada de la familia Cohen en Newport Beach, Orange County, California.
Los directores de casting, Patrick J. Rush y Alyson Silverberg, comenzaron a seleccionar el elenco principal de ocho a diez semanas antes de que comenzara el rodaje. El papel de Ryan fue particularmente difícil de elegir. Seth Cohen (Adam Brody) se basó en las experiencias de Schwartz en la Universidad del Sur de California como un «muchacho neurótico judío de la costa este en una tierra de jugadores de waterpolo». Otros personajes centrales en el episodio son los padres de Seth—Sandy (Peter Gallagher) y Kirsten (Kelly Rowan)—y su vecina adolescente Marissa Cooper (Mischa Barton).
El estreno de la serie lideró la primera media hora de su franja horaria en la audiencia. En general, fue bien recibido por los críticos y le valió a Schwartz una nominación al Writers Guild of America Award por Mejor guion a un episodio dramático. Rush y Silverberg recibieron una nominación al Artios Award por la excelencia en el casting en la categoría de Piloto Dramático. Originalmente emitido y lanzado en una relación de aspecto 1.33:1, fue remasterizado en una proporción de pantalla ancha para el DVD de la serie, lanzado en noviembre de 2007. El episodio fue lanzado en MiniDVD el 26 de abril de 2005 y está disponible para comprarlo en video a pedido.

## Trama
Trey Atwood (Bradley Stryker) y su hermano Ryan robando un auto. La policía persigue y arresta a los dos, lo que resulta en una pena de prisión para Trey y una corta estadía en un centro de detencion juvenil para Ryan debido a que es menor de edad. Una conversación entre Ryan y su defensor público, Sandy Cohen (Peter Gallagher), determina a Ryan como un muchacho inteligente con una educación ruda; tiene tres ausencias y dos suspensiones, pero sus puntajes en el SAT I están en un porcentaje de noventa y ocho. Cuando la madre de Ryan, Dawn (Daphne Ashbrook), recoge a Ryan, Sandy le da su tarjeta a Ryan. En casa en Chino, Dawn le pide a Ryan que se vaya, y su novio, AJ (Ron Del Barrio), lo expulsa de la casa. De pie ante un teléfono público sin ningún lugar para ir, Ryan llama a Sandy para pedirle ayuda. Mientras Sandy conduce a Ryan a su casa en Newport Beach, los créditos de apertura y la canción principal suena—a diferencia de los otros episodios, no hay una secuencia de apertura.
Mientras Sandy intenta convencer a su esposa, Kirsten (Kelly Rowan) para permitir que Ryan se quede en la casa de la piscina por una noche, Ryan se encuentra con la chica de al lado, Marissa Cooper (Mischa Barton). Cuando su novio Luke (Chris Carmack) la recoge, Marissa invita a Ryan a asistir a un evento de recaudación de fondos para la noche siguiente. En un viaje en velero al día siguiente, el hijo de los Cohens, Seth (Adam Brody) le revela a Ryan que está enamorado de Summer (Rachel Bilson) y que le gustaría navegar a Tahití con ella, pero que ella nunca le presta atención. Más tarde, Marissa se va para el desfile con su madre Julie (Melinda Clarke), su padre Jimmy (Tate Donovan), y su hermana menor Kaitlin (Shailene Woodley). Los Cohen y Ryan también asisten al espectáculo.
Summer invita a Ryan a una fiesta después del espectáculo, y Ryan convence a Seth para que se una a él. Por primera vez, Seth es introducido en el lado de Newport alimentado por el sexo, las drogas y el alcohol. Experimenta lo salvaje de una fiesta por primera vez, mientras Ryan coquetea con Marissa. Luke lleva a una niña a la playa. Más tarde en la fiesta, Ryan rechaza una Summer intoxicada, pero Seth interpreta mal el encuentro y revela el verdadero trasfondo de Ryan. Seth camina por la playa y es acosado por un grupo de jugadores de waterpolo que incluye a Luke. Ryan defiende a Seth golpeando a Luke, pero los amigos de Luke intervienen y golpean a Ryan y Seth. Después de regresar a los Cohens, Ryan ve que los amigos de Marissa la dejaron desmayada en su camino; la lleva a la casa de la piscina de los Cohen para dormir. Cuando Kirsten encuentra a Seth y Ryan dormidos en la casa de la piscina a la mañana siguiente, ella no está contenta con la nueva influencia de Ryan e insiste en que Sandy se vaya. Sandy lleva a Ryan de vuelta a Chino, pero cuando encuentran su casa vacía, regresan a Newport.

## Recepción
El episodio piloto atrajo a 7.46 millones de espectadores en los Estados Unidos, segundo en su franja horaria detrás del final de temporada de Last Comic Standing. The O.C. recibió una rating/share de 6.8/11 en la primera media hora, ocupando el primer lugar entre las 9 y 9:30 p. m., pero perdió la ventaja en la segunda media hora con una calificación de 6.7/10. El episodio recibió la calificación más alta de la noche en el grupo demográfico de 12 a 17 años, pero en su grupo objetivo demográfico de 18 a 49 años, recibió una calificación de Nielsen menor a la esperada de 2.9/8. La serie se basó en la audiencia de American Juniors, Fox dijo que estaban «bastante contentos con el desempeño de la serie». Schwartz recibió una nominación al Writers Guild of America Award por Mejor guion en un episodio de drama, con los directores de casting Rush y Silverberg nominados en la categoría Piloto Dramático de los Artios Awards. El episodio fue criticado por el administrador de la ciudad, Glen Rojas, por su «interpretación negativa» de Chino.
Carina Chocano de Entertainment Weekly elogió a The O.C. por ser diferente, alegando que estaba «refrescantemente libre de la similitud al estilo camp de [Aaron] Spelling y el entusiasmo que ha caracterizado a los dramas juveniles más recientes». Robert Bianco de USA Today hizo comparaciones con el exitosa serie de Fox Beverly Hills, 90210, diciendo que «The O.C. está mejor escrito y es mejor actuado por un elenco que podría ser, increíblemente, incluso mejor». Elogió la habilidad y el atractivo del elenco, así como la capacidad del programa para «llegar a algunas desviaciones inteligentes de la norma de género». Nancy Franklin de The New Yorker criticó la trama por ser demasiado predecible, pero elogió a Adam Brody como Seth, al afirmar que «habla demasiado y demasiado rápido, murmura, y proyecta cero confianza física. En resumen, su personaje es adorable». Rob Owen del Pittsburgh Post-Gazette sintió que «[Benjamin] McKenzie, a veces, es propenso a dramatizar escenas», y consideró a los jóvenes personajes «tan detestables y sosas» que hizo a la serie «casi doloroso» de ver. Sin embargo, afirmó que la serie tenía «atributos positivos» que lo hacían agradable. Andrew Grossman de The Boston Globe comentó que «Brody es simpáticamente instantáneo como Seth» y que Barton «hace un buen trabajo con la angustia de Marissa entre dos mundos», pero afirmó que Ryan «no parece tener muchos rasgos de personalidad claros». Tim Goodman de San Francisco Chronicle calificó el episodio de «excelente» y describió a McKenzie como «esencialmente interpretando a James Dean». Comparó al actor con Russell Crowe y observó que McKenzie «quitó todo el asunto con aplomo».

## Difusión y distribución
El episodio se estrenó a las 9:00 p. m. (EDT) el 5 de agosto de 2003 en Fox, y fue transmitido simultáneamente en Canadá por CTV. Fox le dio a la serie un estreno a principios del verano para tratar de establecer una audiencia antes de que la cadena cambiara a la cobertura del béisbol de postemporada en octubre, y antes del «lío de la programación semanal de otoño». En el Reino Unido, el episodio se emitió por primera vez a las 9:00 p. m. (GMT) el 7 de marzo de 2004 en Channel 4, y en Australia en Nine Network. El episodio fue lanzado en MiniDVD el 26 de abril de 2005, después de que los planes de lanzamiento con otros títulos de Warner Bros. para marzo se descartaran. Aunque el estreno se transmitió originalmente y se lanzó en una relación de aspecto 1.33:1, fue remasterizado en una proporción de pantalla ancha para el lanzamiento en DVD de la serie completa de la Región 1. El lanzamiento de la Región 2 mantuvo la relación de aspecto original. El episodio está disponible en el servicio de video on demand Amazon Unbox en los Estados Unidos y en la iTunes Store en los Estados Unidos y el Reino Unido.